# ألفونسو سميث (لاعب كرة قدم أمريكية)
ألفونسو سميث (بالإنجليزية: Alphonso Smith)‏ هو لاعب كرة قدم أمريكية أمريكي، ولد في 20 أكتوبر 1985 في باهوكي في الولايات المتحدة.

## وصلات خارجية
- ألفونسو سميث (لاعب كرة قدم أمريكية) على موقع مرجع كرة القدم المحترفة.كوم (الإنجليزية)